# Элва (река)
Элва (Эльва, устар. Елва, эст. Elva jõgi; Улила, устар. Уллила, эст. Ulila jõgi) — река на юго-востоке Эстонии, течёт по территории уездов Пылвамаа, Валгамаа и Тартумаа. Правый приток верхнего течения Суур-Эмайыги (Эмайыги).
Длина реки составляет 82,4 км (по другим данным — 72 км). Площадь водосборного бассейна равняется 451,4 км² (по другим данным — 463 км²).
Вытекает из озера Валгъярв с северо-западной стороны на высоте 176,5 м над уровнем моря, у деревни Пууги. Впадает в Суур-Эмайыги на высоте 32,4 м над уровнем моря в пределах территории деревни Тейлма.